# 金平茂紀
金平 茂紀（かねひら しげのり、1953年12月18日 - ）は、日本のジャーナリスト。TBS報道局記者・ニュースキャスター・ディレクター。早稲田大学大学院政治学研究科客員教授。2010年9月から2016年3月まで、TBSテレビ執行役員。

## 来歴
北海道旭川市出身。北海道旭川東高等学校から東京都立西高等学校に転入（都立西高の同期には、日本語学者の金田一秀穂、毎日新聞特別編集委員の倉重篤郎、宗教学者の島田裕巳らがいる）。1972年に東京大学文学部社会学科に入学。1977年に卒業し、TBSに入社。同期にはアナウンサーの神津栄子、木場弘子、吉川美代子らがいる。報道局に配属。
- 報道局社会部記者として、警視庁記者クラブ、司法記者クラブ（ロッキード事件での田中角栄の1審裁判などを担当）、文部省記者クラブに勤務。
- 1986年より報道番組のディレクターやプロデューサーになり、1989年から1990年の番組終了まで『JNNニュースコープ』副編集長を務めた。1990年より報道局外信部に異動。東京での勤務を経て、1991年より海外特派員として『JNNモスクワ支局』に赴任。1992年からはJNNモスクワ支局長としてソ連の崩壊などを取材。1991年のクーデター事件後にミハイル・ゴルバチョフやボリス・エリツィンに対して、単独インタビューを海外メディアの中で初めて行った。3年間在籍。
- 帰国後の1994年に『筑紫哲也 NEWS23』の編集長に就任。在任中はビル・クリントンや朱鎔基とのタウンホール・ミーティング番組の放映や、TBSオウム事件、阪神・淡路大震災、アメリカ同時多発テロ事件などの報道を経験し、多くの関連番組や特集企画を担当。筑紫哲也の右腕として、『筑紫哲也 NEWS23』をTBSの看板番組に発展させた。8年間在籍。
- 2002年よりJNNワシントン支局長に就任。アメリカ情勢やアフガニスタン紛争、2003年に開戦したイラク戦争では 現地取材を経験し、最新の戦況を伝えた。3年間在籍。2005年5月15日より編成制作本部報道局長に就任。翌2006年6月22日より取締役。2007年3月-6月4日は編集主幹兼務。通算3年間勤務。
- 2008年6月19日より2回目の渡米となり、TBSアメリカ総局長・TBSインターナショナル副社長に就任。在任中はコロンビア大学東アジア研究所の客員研究員として2年間在籍し、数多くの研究論文を発表した。また、2008年12月から帰国まで、高野孟が主宰するwebサイト『THE JOURNAL』にてコラム「金平茂紀の『NY発・チェンジング・アメリカ』」を連載。現在も『報道特集』への出演と並行して、『THE JOURNAL』など複数のwebサイトで発信を行っている。
- 2010年9月に帰国し、TBSテレビ執行役員[3]報道局付に就任。同年10月2日より 1994年から16年間キャスターを務めたフリーアナウンサー田丸美寿々の後任で、TBS報道局外信部の日下部正樹と共に『報道特集』のメインキャスターに就任。2016年3月に執行役員を退任[2]したが、そのまま記者として籍を残し「報道特集」への出演は継続（後述のように現在は特任キャスターとしての出演）[4]。
- 2022年9月24日の放送回で『報道特集』メインキャスタ―を退き、TBS「調査報道」ユニットのキャップを務めていた村瀬健介記者に引き継いだ。同日のオンエアの最後に降板の挨拶を行い、前任の筑紫哲也が最後まで使用し、自身が引き取ったクリップボードに触れ「何のために自分は報道という仕事を続いているいるのかを考えるとき、僕はこのボロボロになったボードを眺めていました」と述べた。同年10月1日放送回より、金平は様々なテーマに沿った長期取材に軸足を移し、特任キャスターとして随時出演した[5]。
- 2023年10月、重信房子も出席した市民団体「反戦・反貧困・反差別共同行動in京都実行委員会」が主催した集会にて、『安倍晋三回顧録』を「ハイエナビジネス」と発言した上で、本屋でそれを立ち読みして買わずにスマートフォンで写真に撮る「デジタル万引き」を告白しSNSで炎上したが、のちに「集会ではユーモアのつもりで話し、実際にはそういう行為は行っていない」と語った[6]。

## 人物
- 東日本大震災以降、キー局のキャスターの中では、かなり高い頻度で、被災地の現場取材や警戒区域内の取材を行っている。
- 文化人とのつきあいも少なくないが、生前の忌野清志郎や江戸アケミとも交流していた。さらに舞踏家の大野一雄、文学者の澁澤龍彦を好んでいたという。最近では、坂本龍一や大熊ワタル、大友良英といったミュージシャンや、漫画家のしりあがり寿らと親交を結んでいる。
- 射手座。左利きで血液型はAB型。趣味は水泳。地方銀行に勤務していた父親の関係で、少年時代は転校が多かったという。
- 日本ペンクラブ会員。

## 著書

### 単著
- 『世紀末モスクワを行く』PARCO出版、1994年12月18日。ISBN 978-4891943974。
- 『ロシアより愛をこめて モスクワ特派員滞在日誌』筑摩書房、1995年3月1日。ISBN 978-4480856852。
- 『電視的』太田出版、1997年12月。ISBN 978-4872333701。
- 『二十三時的』スイッチパブリッシング、2002年11月25日。ISBN 978-4884180072。
- 『テレビニュースは終わらない』集英社、2007年7月22日。ISBN 978-4087204001。
- 『ホワイトハウスから徒歩5分』リトル・モア、2007年6月28日。ISBN 978-4883792818。
- 『報道局長業務外日誌』青林工藝舎、2009年6月25日。ISBN 978-4883792818。
- 『NY発 それでもオバマは歴史を変える』かもがわ出版、2010年11月8日。ISBN 978-4780304053。
- 『沖縄ワジワジー通信』七つ森書館、2013年5月1日。ISBN 978-4822813741。
- 『抗うニュースキャスター』かもがわ出版、2016年9月16日。ISBN 978-4780308587。
- 『漂流キャスター日誌』七つ森書館、2018年7月31日。ISBN 978-4822818005。
- 『筑紫哲也『NEWS23』とその時代』講談社、2021年11月4日。ISBN 978-4065260685。

### 共著
- 『米原万里を語る』（2009年、かもがわ出版）編：井上ユリ、小森陽一　共著：井上ひさし、吉岡忍
- 『報道再生』（2010年、角川書店）共著：河内孝
- 『テレビはなぜおかしくなったのか』（2013年、高文研）共著：永田浩三、水島宏明、 五十嵐仁
- 『対米従属を問う 北方領土・沖縄・マスメディア』（2013年、旬報社）共著：鳩山由紀夫、屋良朝博
- 『内心、「日本は戦争をしたらいい」と思っているあなたへ』（2013年、角川書店）共著：保阪正康、東郷和彦、江田憲司、鈴木邦男、宇野常寛ほか
- 金平茂紀、大矢英代『「新しい戦前」のなかでどう正気を保つか』かもがわ出版、2023年10月31日。ISBN 978-4780313000。

## 関連人物
- 井上弘
- 石原俊爾
- 筑紫哲也
- 日下部正樹
- 倉澤治雄
- 山口敬之